# Hår
Hår är trådformiga proteinutväxter från hårsäckar i huden hos däggdjur. Håret har olika funktioner hos olika arter. Bland annat kan det skydda mot höga eller låga temperaturer i omgivningen, minska friktionen (till exempel i armhålorna), användas som känselspröt (morrhår), skydda mot UV-ljus eller fungera som försvar mot fiender (igelkottens taggar). Hos andra djur än människor kallas håret ofta för päls. Grövre hår kan kallas för borst. Hår från hästars man och svans benämns tagel. Huvudkomponenten i hår är keratin. Keratiner är proteiner, långa kedjor med aminosyror. Det mänskliga håret kan, i likhet med huden, bli föremål för sminkning.

## Människans hår

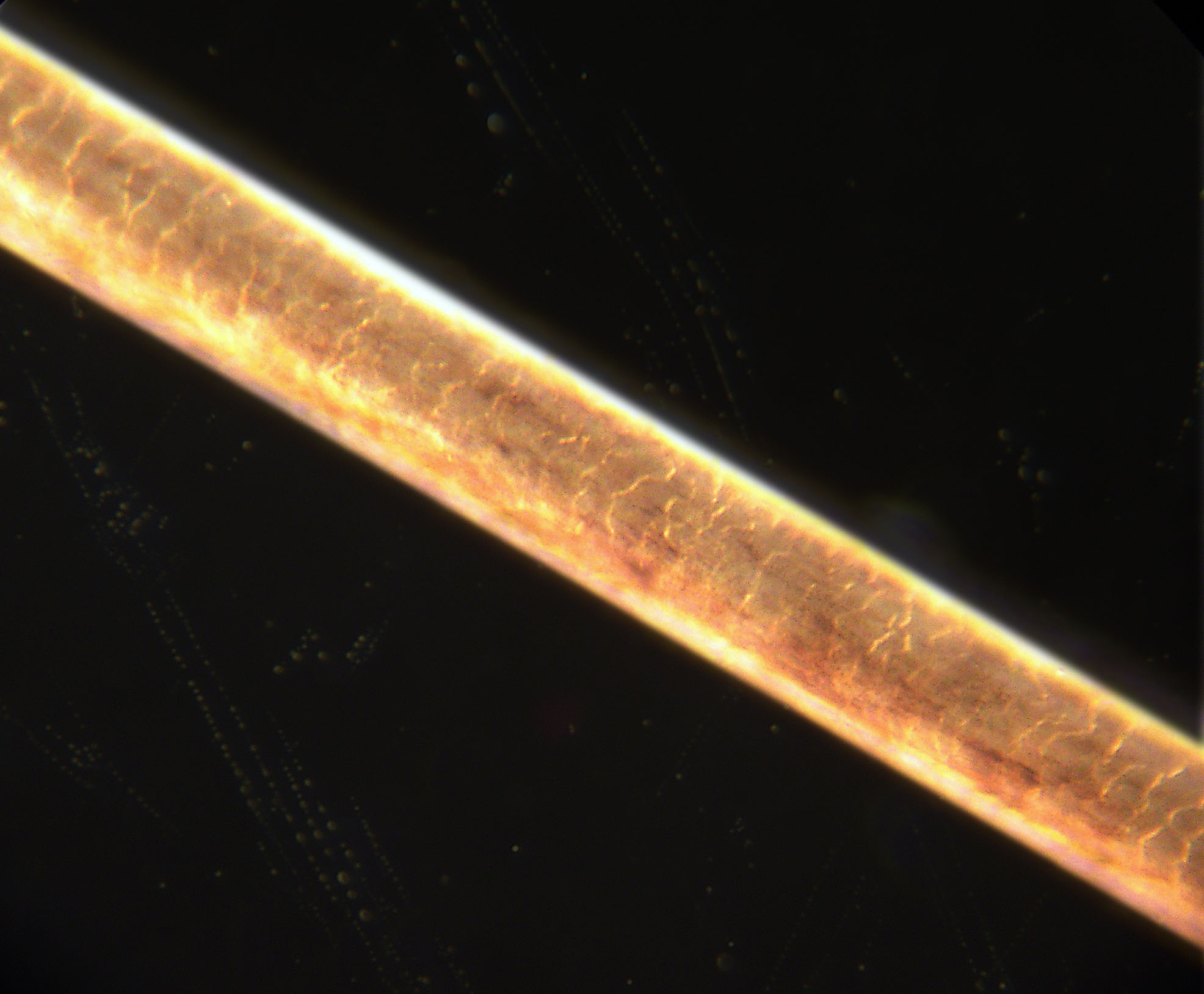
Mänskligt hår förstorat skala 200:1.

Håret består av en fri del, som kallas hårskaft eller hårstrå, och en i huden nersänkt del, den så kallade roten. Roten omges av en hårfollikel, också kallad hårsäck. Invid hårsäcken finns talgkörtlar och till hårsäcken fäster muskeln musculi arrectores pilorum. Varje hårstrå består av medulla, cortex  och kutikulan. Medulla är märgen av hårstrået och finns innerst. Cortex, som är barken som omger märgen är en mycket organiserad struktur och fungerar som den primära källan för hårstråets mekaniska hållfasthet och vattenupptagning. Cortex innehåller melanin, som ger färg åt fibern utifrån mängd, distribution och typ av melanin. Kutikulan är det yttre höljet som omger cortex. Dess komplexa struktur glider isär när håret växer och omsluts av ett molekylskikt av lipider som gör att håret stöter bort vatten. Människans hår består till största delen av proteinet α-keratin.
Håret växer endast inne i hårsäcken, nämligen i rotens understa del, där cellerna delar sig mitotiskt. Därifrån vandrar cellerna uppåt mot skaftet där de keratiniseras och dör. Den enda "levande" delen av håret finns alltså i follikeln. Det synliga hårstrået uppvisar inte någon biokemisk aktivitet och kategoriseras som "död". Hårstrået har en tillväxtfas (anagenesfas) och en vilofas (telogenesfas) som följer på varandra. Under tillväxtfasen är hårfolliklarna långa och bulliga och håret växer utåt med en hastighet på cirka 1/3 mm per dag. Efter tre till sex månader (hår i armhålan och könshår har längst tillväxtcykel) stannar tillväxten, follikeln krymper och roten växer fast. Efter en tids vila så börjar en nytillväxtperiod och då puttas det gamla hårstrået ut, och det nya strået börjar växa från papillen. Huvudhår har mycket längre tillväxtperioder och blir mycket längre innan de fälls. Det beror på arvsanlag. 
Hårvårdpreparat kan inte väcka liv i döda strån. Det som sker, är att preparatet lägger sig som ett yttre skelett, som gör att strået bättre motstår yttre belastning.

### Kroppsbehåring
Studier på löss indikerar att människans förfäder förlorade mycket av kroppsbehåringen för 3,3 miljoner år sedan. Det finns många teorier om orsakerna till detta. En teori är att ett könsurval lett till att mer juvenila drag selekterats fram (neoteni). De flesta evolutionsforskare verkar dock mena att allt eftersom kroppsstorleken ökar så ökar behovet att göra sig av med kroppsvärme i snabbare takt. Människans förmåga att svettas skulle i så fall ha utvecklats ungefär samtidigt, och förlusten av päls gör det lättare att svettas och på så vis kyla ner kroppen. 

Kroppsbehåring: kvinnligt och manligt könsmönster

Olika kroppsdelar har olika typer av hår. De fina hår som täcker nästan hela kroppen hos foster kallas lanugohår. Lanugohår kan även återuppstå i samband med ätstörningar som ett sätt för kroppen att hålla värmen trots bristen på underhudsfett.
Från barndomen täcks sedan hela kroppen av vellushår, utom på läpparna, hand- och fotsulorna, vissa externa genitala områden, naveln och ärrvävnad. Vellushår är fjun som sällan blir längre än 2 cm och vilka i regel är opigmenterade.
De stigande nivåerna av manliga könshormoner (androgener) under puberteten orsakar en transformationsprocess där vellushår omvandlas till terminalt hår (hår med kraftigare hårstrån vilka i regel är pigmenterade) på ett flertal områden på kroppen. Eftersom folliklarna svarar på androgener (främst testosteron och testosteronderivat) kallas det även för androgent hår. Hastigheten för hårtillväxt och densiteten ökar. Olika områden är olika känsliga för androgener (till exempel är pubesområdet mest känsligt och tjockare hår växer oftast först där som ett svar på androgener). Det går emellertid inte att dra någon riktigt skarp gräns mellan vellus- och terminalhår; mellanting mellan dessa kallas intermediat hår. På kroppsdelar med terminalhår förekommer ibland också vellushår.
Områden som utvecklar terminala hår på både män och kvinnor är underarmarna, underbenen och pubesområden. Däremot brukar endast män få androgena hår på andra områden som i ansiktet (skägg), på bröstet, magen och armar och ben. Kvinnor behåller mer vellushår som inte syns lika tydligt. Genetiska variationer bestämmer den könsberoende utvecklingen av kroppshår och kvinnor i vissa delar av världen har till exempel lättare att utveckla mustasch med åren.
Sjukligt ökad kroppsbehåring med ett manligt könsmönster hos kvinnor brukar kallas hirsutism. En överdriven och onormal hårtillväxt på både kvinnor och män går under beteckningen hypertrikos. Vad som betecknas som onormalt beror inte enbart på medicinska indikationer utan även på sociala och kulturella attityder.

### Huvudhår
Se även frisyr.

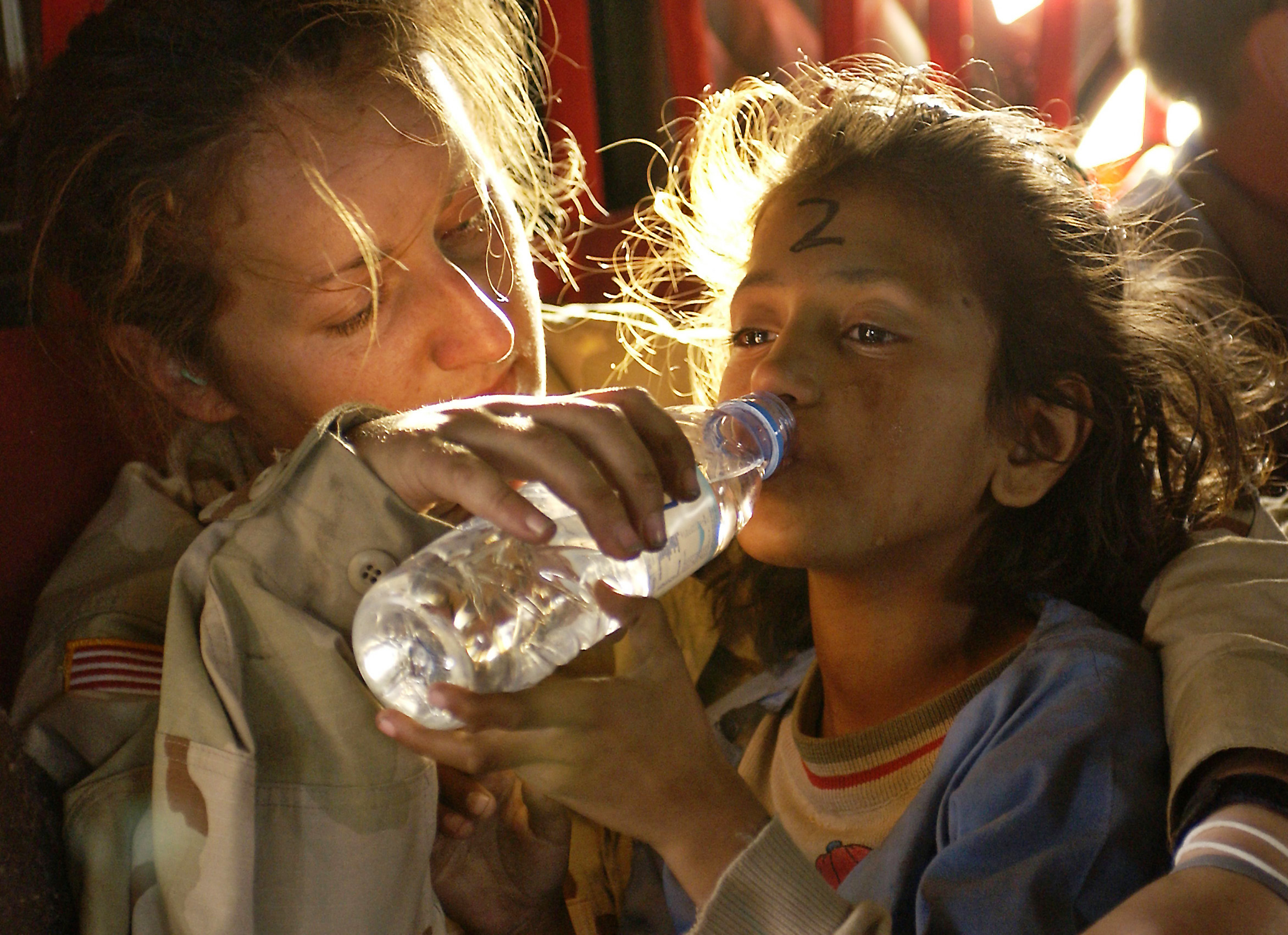
Hårets utseende varierar med ljuset.

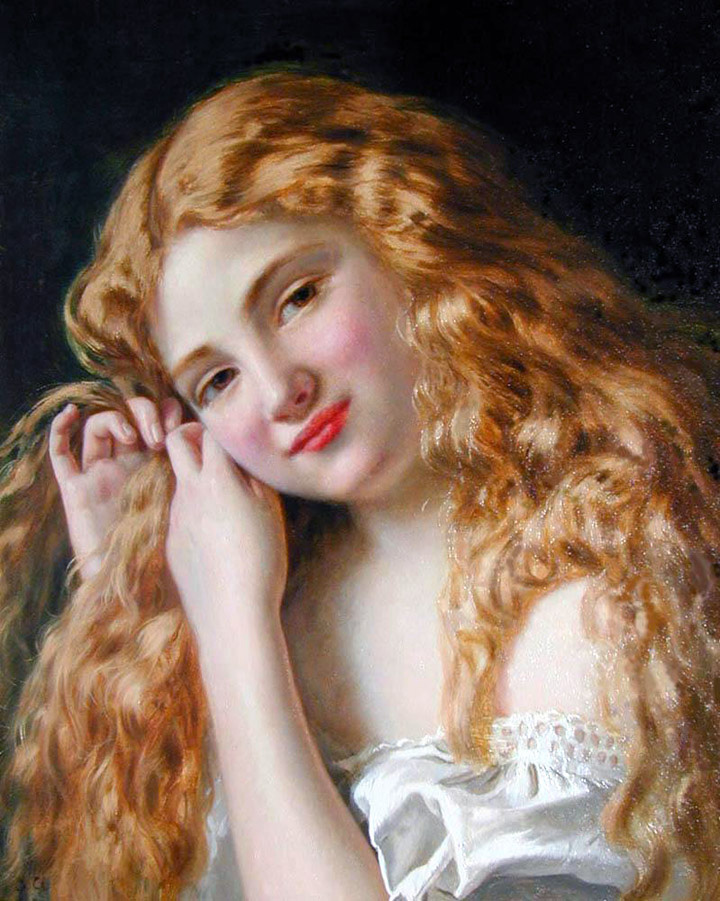
Young Girl Fixing Her Hair målad av Sophie Gengembre Anderson.

Historiskt sett ansågs inte korthårshår för kvinnor vara normalt och / eller acceptabelt förrän så sent som andra världskriget.  Till exempel, i det romerska riket, om en kvinna begick äktenskapsbrott, tvingades hon klippa kort hår. På samma sätt gjordes det under andra världskriget för kvinnor som hade ett förhållande med en tysk soldat.
Huvudhår är det terminalhår som växer på huvudet, vilket är det mest framstående på de flesta människor. Huvudhårets främsta uppgift är att skydda skalpen från UV-strålning, vilket förklarar varför människor i heta, soliga klimat har tätt, krulligt hår. Det genomsnittliga antalet hårsäckar hos människor är 100 000, dessa växer på skalpen som har en genomsnittlig yta på 770 cm². Avsaknaden av huvudhår kallas alopeci, vanligen (flint-)skallighet. Huvudets hår skyddar dock mot UV-ljus och kyla men antropologer spekulerar om att den funktionella signifikansen av långt huvudhår är obefintlig och att det är en biprodukt av sekundärt naturligt urval, (kanske till följd av sexuell selektion), enär långt hår är ett tecken på hälsa och god nutritionell status.
Huvudhåren har långa tillväxtperioder, och en individuell hårsäck producerar endast ca 20 hår under en persons livstid. Om håret blir rakt eller krulligt beror på hårsäckens form,[källa behövs] raka hårsäckar ger rakt hår medan böjda ger krulligt. Detta är genetiskt förprogrammerat men kan ändras med tiden.
I normala fall har en människa cirka 80 000 - 160 000 hårstrån över hårbotten och oftast tappar man upp till 100 stycken per dag.
Genomsnittligt arbetar 85 % av alla hårsäckar medan 15 % vilar. Håret tunnas ut när allt fler hårsäckar går i en för tidig eller förlängd vila. Detta kan ske vid sjukdom eller andra påfrestningar, såsom stress. Antalet arbetande hårsäckar blir även färre ju äldre man blir.
Håret på huvudet växer ca 1 cm i månaden eller 0,33 mm per dag, men varierar från person till person. Dessutom växer håret i hårfästet långsammare än håret på hjässan.
Genomsnittligt antal huvudhår (Vita amerikaner)
| Hårfärg     | Antal hår | Diameter på hårstråna  |
| ----------- | --------- | ---------------------- |
| Blonda      | 146 000   | 17 till 51 mikrometer  |
| Svarthåriga | 110 000   | 64 till 100 mikrometer |
| Brunhåriga  | 100 000   | varierar               |
| Rödhåriga   | 86 000    | varierar               |

### Hår och åldrande
Huvudartikel: Grått hår
Grått hår (canities) uppkommer när hårrötterna slutar att producera melanin, helt eller delvis. Håret som sedan växer ut saknar därmed färg. Håret grånar normalt med åldrandet (senil canities), vilket vanligen börjar inträffa i åldern 35 – 45 år. Om man får grått hår tidigare kallas det prematur canities, vilket kan vara ärftligt, men också vara ett tecken på en underliggande sjukdom. En tumregel kan sägas vara att håret är prematurt grått om större delen av allt hår är grått före 40 års ålder.
Med åldern minskar också antalet hårstrån, håret blir tunnare. Omkring 50 % av alla män drabbas av manligt håravfall före 50 års ålder, medan samma fenomen drabbar omkring 15 % av alla kvinnor i samma åldersintervall. Vid högre ålder ökar andelen för båda könen. Senilt håravfall beror troligen på en genetisk predisposition för att terminalhåren tillbakabildas till vellushår (fjun). Hos kvinnor uppträder tillståndet genom en generell minskning av hårvolymen och att hårfästet förblir intakt, medan tillståndet hos män vanligen visar sig genom att hårfästet kryper bakåt. Cellbiologiskt brukar tillståndet förklaras med att androgener orsakar bildningen av vellushår, men de svaga resultaten när tillståndet behandlats med androgenmodulatorer tyder på att förklaringen är otillfredsställande.

## Efter döden
Det hävdas ofta att hår och naglar växer under flera dagar efter döden. Detta är en myt; att det ser ut som tillväxt beror på dehydrering vilket leder till att huden drar sig tillbaka vilket gör naglarna och håret mer framträdande.

## Endokrinologi
Inom endokrinologin skiljs mellan olika slags hår. Manligt hår är hår i öronen, övre pubistriangeln, skägg, mustasch och kroppshår, vilka styrs huvudsakligen av manliga könshormoner. Könsoberoende hår är ögonfransar, ögonbryn, huvudhår, samt hår på underarmar och underbenen. Ambosexuellt hår är hår under armarna, hår på nedre pubistriangeln, och visst hår på armar och ben.
Manligt och ambosexuellt hår beror på könshormoner, samt på den genetiskt bestämda känsligheten för dessa hormoner i hårsäckarna; kvinnor med hirsutism har inte alltid genital virilisim (förstorad klitoris). Hårtillväxt avgörs också av tillväxthormon, vilket styr follikelstorleken och vilket kan bidra till hirsutism. Problem med sköldkörtelhormon kan ge problem med hårtillväxten, till exempel telogen effluvium. Höga värden prolaktin kan likaså orsaka hårväxt av manlig typ. Ju högre värden östrogen, desto längre är tillväxtfasen (den anagena fasen) av håret, medan testosteron förkortar tillväxtfasen. 

## Patologiska tillstånd och håret
Det finns flera sjukdomstillstånd som påverkar håret, till exempel alopecia areata. Kemoterapi för cancerbehandling leder ofta till håravfall då cellerna i hårbotten delar sig ofta liksom cancercellerna som behandlingen riktar in sig på. Lanugohår på underarmarna kan vara ett tecken på anorexia nervosa. Gifter kan lagras i hårstrån i åratal, varigenom rättsmedicinska undersökningar kan bland annat se om en person utsatts för arsenik.

## Hårliknande utskott som ej är hår

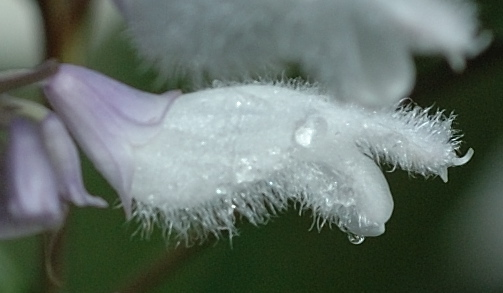
Hårig blomma
Profetsalvia, Salvia divinorum

Leddjur som humlor och fågelspindlar har hårliknande utskott från hudskelettet. Dessa består av kitin och kallas setae. Även många växter kan ha kortare eller längre hårliknande utskott på såväl stjälk, blad som blomma.